# Combaillaux
Combaillaux – miejscowość i gmina we Francji, w regionie Oksytania, w departamencie Hérault.
Według danych na rok 1990 gminę zamieszkiwały 954 osoby, a gęstość zaludnienia wynosiła 105 osób/km² (wśród 1545 gmin Langwedocji-Roussillon Combaillaux plasuje się na 356. miejscu pod względem liczby ludności, natomiast pod względem powierzchni na miejscu 799.).